# Torneo de Francia (fútbol femenino)
El Torneo de Francia (en francés: Tournoi de France) es un torneo de fútbol femenino al que se accede por invitación. Se celebra anualmente en Francia y lo organiza la Federación de Fútbol de Francia.

## Ediciones
| Año          | Campeón | Segundo lugar | Tercer lugar | Cuarto lugar |
| ------------ | ------- | ------------- | ------------ | ------------ |
| 2020 Detalle | Francia | Países Bajos  | Canadá       | Brasil       |
| 2022 Detalle | Francia | Países Bajos  | Brasil       | Finlandia    |
| 2023 Detalle | Francia | Dinamarca     | Noruega      | Uruguay      |

## Títulos por país
| Equipo       | Títulos | Subtítulos | Años campeón     | Años subcampeón |
| ------------ | ------- | ---------- | ---------------- | --------------- |
| Francia      | 3       | 0          | 2020, 2022, 2023 |                 |
| Países Bajos | 0       | 2          |                  | 2020, 2022      |
| Dinamarca    | 0       | 1          |                  | 2023            |

## Estadística general
Actualizado al 10 de marzo de 2020 (final de la edición 2020).
| Posición | Equipo       | Participaciones | PJ | PG | PE | PP | GF | GC | Dif | Pts |
| -------- | ------------ | --------------- | -- | -- | -- | -- | -- | -- | --- | --- |
| 1        | Francia      | 1               | 3  | 2  | 1  | 0  | 5  | 3  | +2  | 7   |
| 2        | Países Bajos | 1               | 3  | 0  | 3  | 0  | 3  | 3  | 0   | 3   |
| 3        | Canadá       | 1               | 3  | 0  | 2  | 1  | 2  | 3  | -1  | 2   |
| 4        | Brasil       | 1               | 3  | 0  | 2  | 1  | 2  | 3  | -1  | 2   |

## Goleadoras
Actualizado al 21 de febrero de 2023 (final de la edición 2023).
| Posición | Jugadora                | Goles |
| -------- | ----------------------- | ----- |
| 1        | Marie-Antoinette Katoto | 4     |
| 1        | Wendie Renard           | 4     |
| 3        | Marta                   | 3     |
| 4        | Valérie Gauvin          | 2     |
| 4        | Lineth Beerensteyn      | 2     |
| 4        | Katja Snoeijs           | 2     |